# Lijst van voetbalinterlands Equatoriaal-Guinea - Rwanda
Deze lijst van voetbalinterlands is een overzicht van alle officiële voetbalwedstrijden tussen de nationale teams van Equatoriaal-Guinea en Rwanda. De Afrikaanse landen speelden tot op heden vier keer tegen elkaar. De eerste ontmoeting, een kwalificatiewedstrijd voor de Afrika Cup 2008, werd gespeeld op 25 maart 2007 in Malabo. Het laatste duel, een vriendschappelijke wedstrijd, vond plaats in Berrechid (Marokko) op 23 september 2022.

## Wedstrijden
| № | Plaats    | Datum             | Competitie                           | Wedstrijd                   | Uitslag |
| - | --------- | ----------------- | ------------------------------------ | --------------------------- | ------- |
| 1 | Malabo    | 25 maart 2007     | Afrika Cup 2008 kwalificatie         | Equatoriaal-Guinea – Rwanda | 3 – 1   |
| 2 | Kigali    | 2 juni 2007       | Afrika Cup 2008 kwalificatie         | Rwanda – Equatoriaal-Guinea | 2 – 0   |
| 3 | Tanger    | 19 januari 2018   | African Championship of Nations 2018 | Rwanda − Equatoriaal-Guinea | 1 − 0   |
| 4 | Berrechid | 23 september 2022 | Vriendschappelijk                    | Equatoriaal-Guinea − Rwanda | 0 − 0   |

## Samenvatting
| Competitie                      | Totaal gespeeld | Winst Equat.-Guinea | Gelijk | Winst Rwanda | Doelsaldo Equat.-Guinea – Rwanda |
| ------------------------------- | --------------- | ------------------- | ------ | ------------ | -------------------------------- |
| Afrika Cup-kwalificatie         | 2               | 1                   | 0      | 1            | 3 − 3                            |
| African Championship of Nations | 1               | 0                   | 0      | 1            | 0 − 1                            |
| Vriendschappelijk               | 1               | 0                   | 1      | 0            | 0 − 0                            |
| Totaal                          | 4               | 1                   | 1      | 2            | 3 − 4                            |

Wedstrijden bepaald door strafschoppen worden, in lijn met de FIFA, als een gelijkspel gerekend.
FEF · A-internationals · Selecties · Equatoriaal-Guinees vrouwenelftal
1970 – 1979 · 
1980 – 1989 · 
1990 – 1999 · 
2000 – 2009 · 
2010 – 2019 ·
2020 − 2029
1975 · 
1976 · 
1977 · 
1978 · 1979 · 1980 · 
1981 · 
1982 · 1983 · 
1984 · 
1985 · 
1986 · 
1987 · 
1988 · 
1989 · 
1990 · 
1991 · 1992 · 1993 · 1994 · 1995 · 1996 · 1997 · 
1998 · 
1999 · 
2000 · 
2001 · 
2002 · 
2003 · 
2004 · 
2004 · 
2005 · 
2006 · 
2007 · 
2008 · 
2009 · 
2010 · 
2011 · 
2012 · 
2013 · 
2014 · 
2015 · 
2016 · 
2017 ·
2018 ·
2019 ·
2020 ·
2021 ·
2022 ·
2023 ·
2024
Algerije ·
Andorra ·
Angola ·
Benin ·
Botswana ·
Burkina Faso ·
Cambodja ·
Centraal-Afrikaanse Republiek ·
Congo-Brazzaville ·
Congo-Kinshasa ·
Djibouti ·
Egypte ·
Estland ·
Gabon ·
Gambia ·
Ghana ·
Guinee ·
Guinee-Bissau ·
Ivoorkust ·
Kaapverdië ·
Kameroen ·
Kenia ·
Kosovo ·
Libanon ·
Liberia ·
Libië ·
Madagaskar ·
Malawi ·
Mali ·
Marokko ·
Mauritanië ·
Mauritius ·
Namibië ·
Niger ·
Nigeria ·
Rwanda ·
Saoedi-Arabië ·
Sao Tomé en Principe ·
Senegal ·
Sierra Leone ·
Soedan ·
Spanje ·
Tanzania ·
Togo ·
Tsjaad ·
Tunesië ·
Zambia ·
Zuid-Afrika ·
Zuid-Soedan
FERWAFA · Rwandees vrouwenelftal
1976 – 1989 · 
1990 – 1999 · 
2000 – 2009 · 
2010 – 2019 ·
2020 − 2029
Algerije ·
Angola ·
Benin ·
Botswana ·
Burundi ·
Centraal-Afrikaanse Republiek ·
Congo-Brazzaville ·
Congo-Kinshasa ·
Djibouti ·
Egypte ·
Equatoriaal-Guinea ·
Eritrea ·
Ethiopië ·
Gabon ·
Ghana ·
Guinee ·
Ivoorkust ·
Kaapverdië ·
Kameroen ·
Kenia ·
Lesotho ·
Liberia ·
Libië ·
Madagaskar ·
Malawi ·
Mali ·
Marokko ·
Mauritanië ·
Mauritius ·
Mozambique ·
Namibië ·
Nigeria ·
Oeganda ·
Senegal ·
Seychellen ·
Soedan ·
Somalië ·
Tanzania ·
Togo ·
Tunesië ·
Zambia ·
Zimbabwe ·
Zuid-Afrika ·
Zuid-Soedan